# 邵郡
邵郡，南北朝时期设置的行政区。
北魏魏献文帝皇兴四年（470年）置邵上郡，魏孝文帝太和年间并入河内郡。魏孝明帝孝昌年间复置改名为邵郡，属东雍州，领四县：白水、清廉、苌平、西太平。治所在白水县（今山西垣曲县东南五十七里古城镇），辖境相当今山西垣曲县及河南济源市西部等地。西魏沿置。北周属邵州。隋文帝开皇初年废邵郡。